# Kowalewo (Podlaquia)
Kowalewo [pronunciación en polaco: /kɔvaˈlɛvɔ/] es un pueblo en el distrito administrativo de Gmina Kolno, dentro del Distrito de Kolno, Voivodato de Podlaquia, en el noreste de Polonia. Se encuentra aproximadamente 13 kilómetros al noreste de Kolno y 83 kilómetros al noroeste de la capital regional, Białystok.
El pueblo tiene una población de 156 habitantes.